# Mission Viejo
Mission Viejo é uma cidade localizada no estado americano da Califórnia, no Condado de Orange. Foi incorporada em 31 de março de 1988.

## Geografia
De acordo com o United States Census Bureau, a cidade tem uma área de 46,9 km², onde 45,9 km² estão cobertos por terra e 0,1 km² por água.

### Localidades na vizinhança
O diagrama seguinte representa as localidades num raio de 8 km ao redor de Mission Viejo.

## Demografia
Segundo o censo nacional de 2010, a sua população é de 93 305 habitantes e sua densidade populacional é de 2 030,74 hab/km². Possui 34 228 residências, que resulta em uma densidade de 744,96 residências/km².